# Imunoglobulina humana hiperimune
A imunoglobulina humana hiperimune é um produto que contém altos títulos de um específico anticorpo. Esse produto é  obtido mediante doação de plasma humano contendo altos níveis do anticorpo de interesse. Contudo, uma vez que a imunoglobulina hiperimune é formada de plasma humano, ela também contém pequenas quantidades de outros anticorpos.
As indicações para uso da imunoglobulina hiperimune são pós-exposição ou profilaxia de doenças como hepatite B, raiva, tétano e varicela.
Observação: Existe também duas imunoglobulinas hiperimunes para o tratamento do Vírus Sincicial Respiratório (RSV), um agente etiológico de pneumonia em crianças.